# Château de Baronville
Le château de Baronville est un château du XIXe siècle situé à cheval sur les communes françaises de Béville-le-Comte et Oinville-sous-Auneau dans le département d'Eure-et-Loir. Il s'élève au cœur d'un domaine agricole et forestier situé sur les communes de Béville-le-Comte, Oinville-sous-Auneau, Auneau et Roinville. Il a été construit sous Napoléon III à l’endroit même où se trouvait l’ancien château du XVIIe siècle, démoli pour construire l'actuel, mais dont il reste encore les communs datant de 1623.

## Des origines au château duXVIIesiècle

### Le manoir fortifié
Le nom de Baronville (baronis villa) date de l’époque gallo-romaine et signifie domaine du baron, titre porté par les "hommes forts " chargés de la protection des marches de l'empire romain. Au Moyen Âge, Béville fait partie d’un ensemble de manoirs fortifiés avec pont-levis, les chastels de la Voise, chargés de contrôler la vallée. Au fil des siècles, le fief est inclus dans la baronnie d'Auneaupuis dans le duché de Chartres. Au XIVe siècle, il appartient aux seigneurs de Machery et passe par mariage à la famille de Prunelé. Le 15 décembre 1522, Hugues de Prunelé vend ses biens, terre et seigneurie, métairies et manoir, à Gervaise Vallet, bourgeois et marchand de Chartres, grand financier, qui prête 1 500 livres tournois à la ville de Chartres, lors de la disette de 1530. Une autre partie des terres de Baronville appartient à une famille de prévôts de Chartres, les Gyvès.

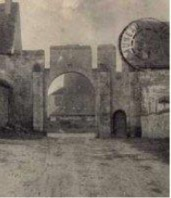
Vestiges de l'entrée du château médiéval de Voise.
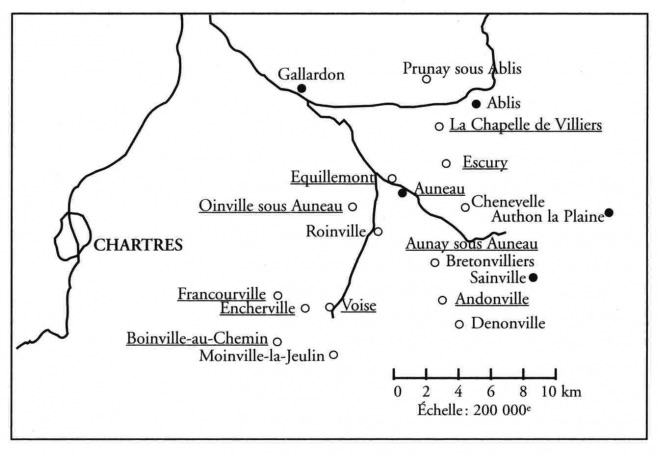
Villages qui dépendent de la baronnie d'Auneau.

### Le château Louis XIII et ses propriétaires

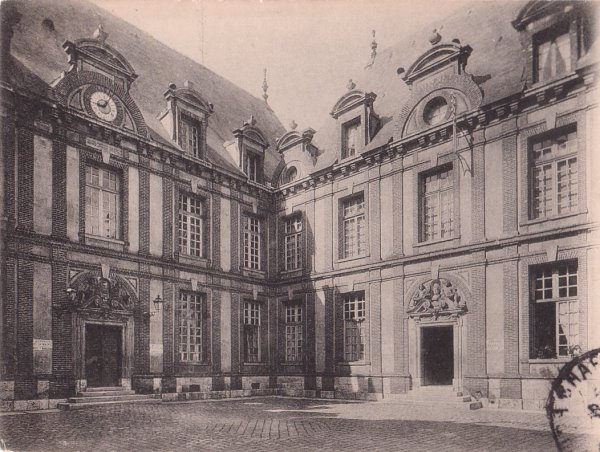
Cour de l'hôtel Montescot à Chartres (l'actuel hôtel de ville).

En 1602, la seigneurie est achetée par Claude de Montescot (1542-1622), seigneur de Mainvilliers-la-Garenne, conseiller du roi, notaire et trésorier des parties casuelles, chargé de recevoir les taxations des offices qui changent de titulaire. Pris dans la tourmente des guerres de religion, partisan du roi Henri III, catholique modéré, il doit fuir en 1588 son hôtel chartrain saisi par les partisans de la Ligue. Dévasté, l'hôtel Montescot doit être reconstruit et n'est achevé qu'en 1614 puis vendu à sa mort en 1622 par son fils Jacques. C'est aujourd'hui l'hôtel de ville de Chartres. Seigneur de Baronville, Jacques de Montescot est conseiller au Parlement de Paris et devient maître des requêtes en 1622. C’est lui qui achève la construction du château commencée par son père. La date de fin des travaux 1623 était inscrite au fronton du château démoli en 1868. 

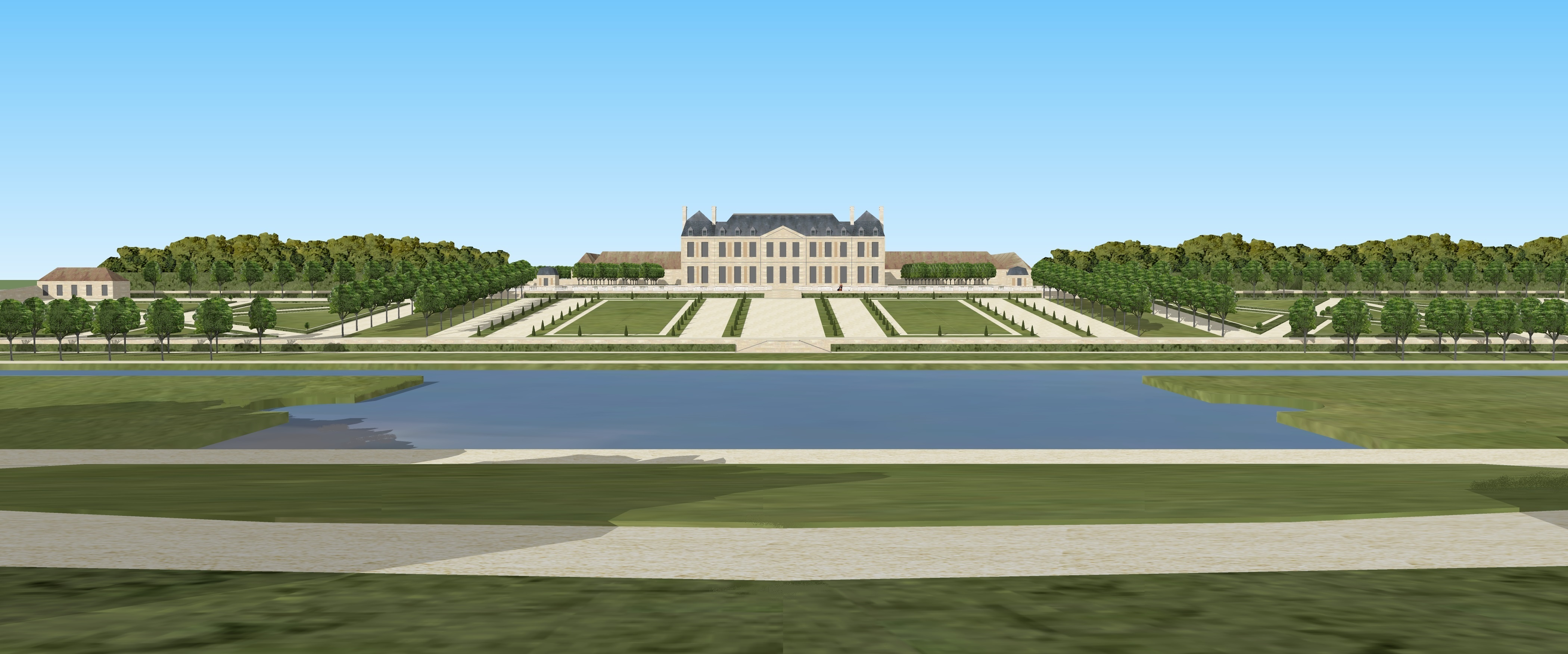
Proposition de restitution de la perspective sur le jardin du château de Baronville (Eure-et-Loir), au XVIIIe siècle.

Quand sa fille Jeanne épouse Louis de Lattaignant le 20 avril 1641, la seigneurie passe dans la famille Lattaignant et y reste jusqu’à la mort en 1783 de François de Paule-Louis de Lattaignant de Bainville, comte de Bainville, frère de l'abbé de Lattaignant, compositeur de comptines restées célèbres.. Il est inhumé dans le caveau réservé aux seigneurs, sous le chœur de l’église. Aimant le luxe et ayant réalisé toutes sortes d’embellissements à Baronville au niveau des parterres, des jardins à la française, des bassins, des canaux et des statues, il s’est cruellement endetté et tous ses biens doivent être vendus par adjudication. À sa mort, sa fille Alexandrine n'a que dix ans et c’est son oncle Pierre, abbé commendataire de l’abbaye royale de Chantemerle, qui est autorisé à vendre, à Paris, le mobilier de la rue du Pas-de-la-Mule et la maison rue Dauphine, et en province les terres de Baronville, le château et son mobilier. Le marquis Étienne François d'Aligre, premier président du parlement de Paris, s’en porte acquéreur. Fort occupé par ses fonctions politiques à Paris, il touche les baux mais vient peu au château qui est négligé pendant 12 ans. Quand l’administration révolutionnaire séquestre la seigneurie comme bien national, il est écrit dans le PV d’estimation du 11 prairial an III (30 mai 1795): 

« Les bâtiments sont en mauvais état, n’ayant pas été habités depuis environ 12 ans et n’ayant eu aucune réparation faite depuis ce temps. »

— PV d’estimation du 11 prairial an III

### Les plans du château

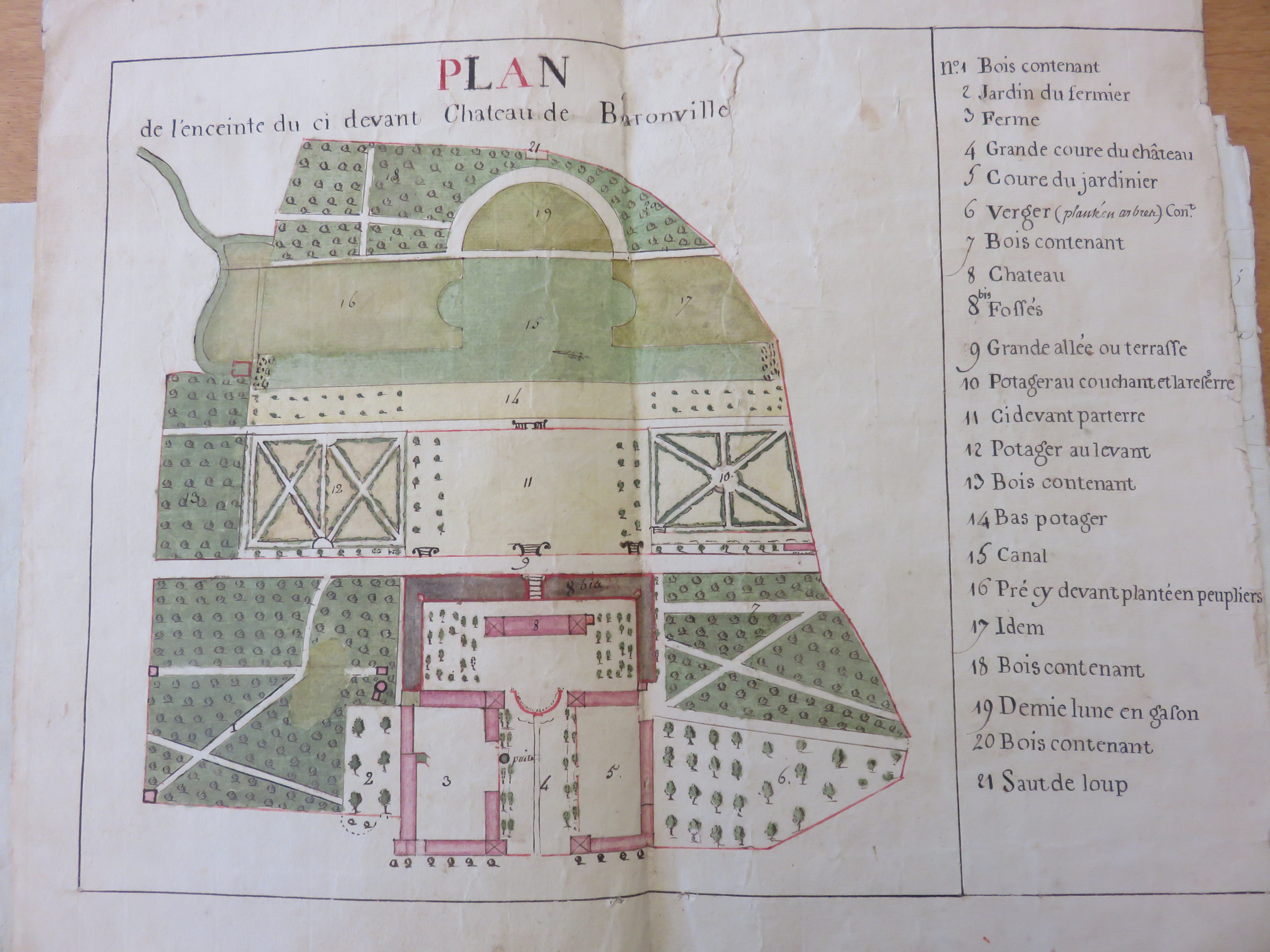
Plan de l'enceinte du château.

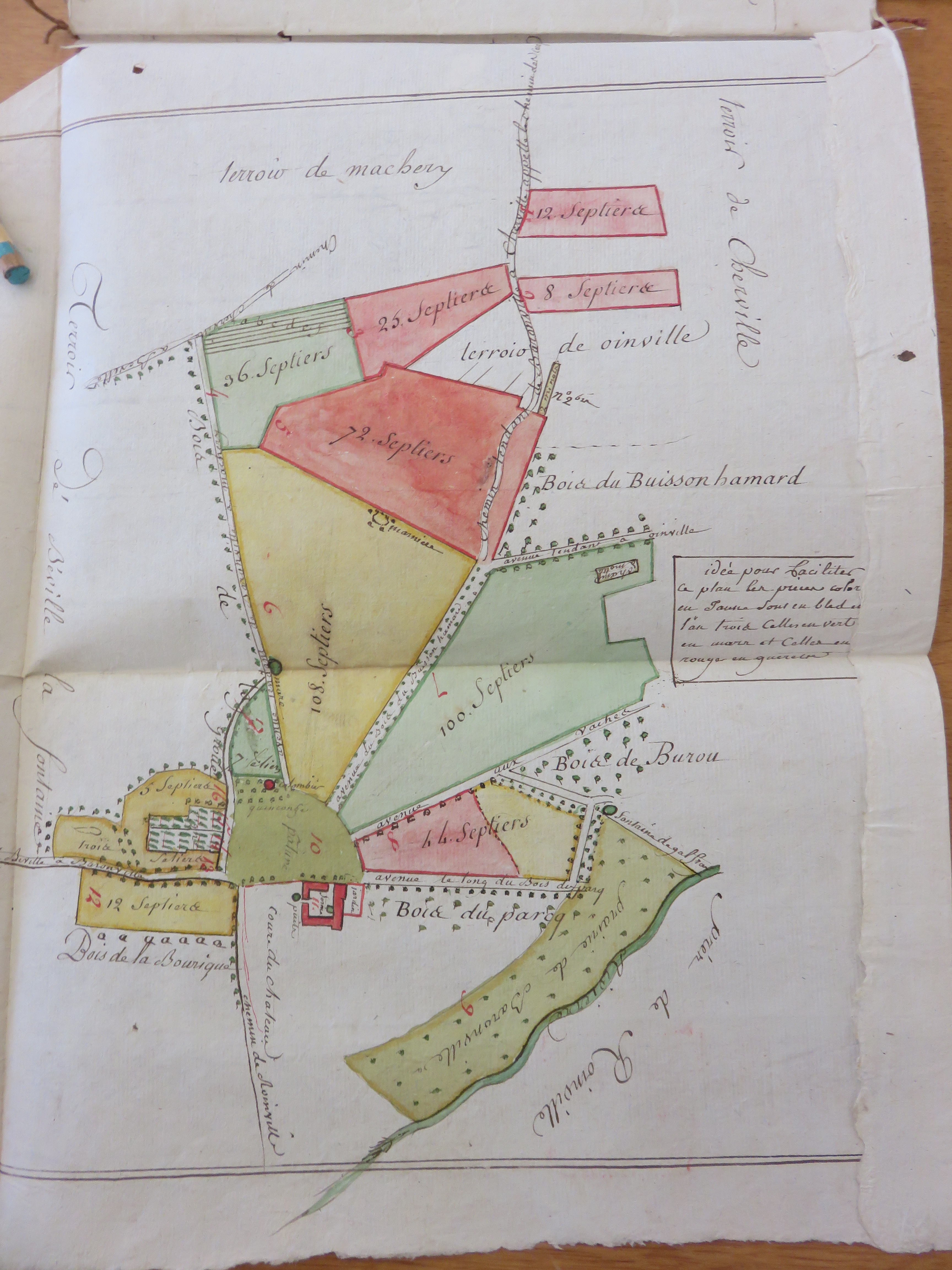
Plan des terres attenantes au château et à la ferme.

Les archives départementales de l’Eure-et-Loir possèdent le plan de l’enceinte du château et de la terre de Baronville dressé à la Révolution pour accompagner le procès-verbal d'estimation. La famille de Rougé possède d'autre part deux témoignages précieux : une aquarelle de 1775 et une photo de 1866. L’aquarelle montre au premier plan le canal sur lequel voguent des embarcations emmenées par des seigneurs en habit tandis que les dames protègent leur teint délicat sous une ombrelle. Le parc s’étage à plusieurs niveaux, décoré par une fontaine monumentale. Les parterres et jardins à la française sont encadrés par des bosquets d’arbres et tout au fond se dresse le château un peu évanescent, comme nimbé dans une légère brume. Sans doute M. de Lattaignant voulait-il se montrer digne de la Cour de Versailles en offrant à ses invités un séjour dans un cadre enchanteur.
Le plan fait sous la Révolution répond à des critères bien différents car de nature utilitaire. Il s’agit de lotir le domaine et d’adjuger les lots au plus offrant. Le procès-verbal souligne que le château ne peut être vendu séparément de la ferme, d’une part parce qu’il n’y a qu’un puits, d’autre part parce que le corps de ferme et le jardin sont situés dans l’enceinte du château. Celui-ci est montré sur le plan, tel qu’on l’aperçoit quand on entre par la grille encadrée de deux pavillons: la maison du concierge et celle du jardinier. L’allée qui traverse la grande cour est bordée d’une double rangée d’arbres et délimitée par les bâtiments de la ferme. Le château est constitué d’un corps de logis et de deux pavillons dans l’alignement dont l’un, légèrement détaché à l’extrémité, abrite peut-être la chapelle. Cerné de douves, il donne à l’arrière sur une terrasse avec vue plongeante, au-delà des parterres et potagers, sur le canal alimenté par la rivière de Béville, la demi-lune et le saut-de loup qui clôt les bois. Les cuisines sont situées au niveau des caves. Un petit escalier monte à l’office au rez-de-chaussée où se trouvent une salle de compagnie, une salle à manger et trois appartements de maître constitués chacun d’une chambre avec cabinet et garde-robe. Au premier étage, il y a huit appartements de maître et au deuxième étage, trois appartements auxquels s’ajoutent plusieurs chambres de domestique. Le deuxième plan fait fi du château et s’intéresse aux terres attenantes, à leur nature et à leur superficie. Encadrées par le terroir de Béville-la-Fontaine (Béville-le-Comte fut débaptisé durant la Révolution), les terroirs de Cherville et de Machery ainsi que les prés d’Oinville, les terres sont traversées par un faisceau d’allées aux noms très pragmatiques qui rejoignent la pâture en quinconce : avenue tendant de Baronville à Machery, avenue tendant à Oinville, avenue aux vaches, avenue le long du bois du parc, avenue du bois du buisson Hamard, plus large, bordée d’arbres et à "deux trottoirs", dite aussi l’allée aux carrosses, ce qui laisse présager que les seigneurs empruntaient cette entrée à partir de Chartres, en passant par Oinville. La rivière de la Voise délimite le domaine parsemé ici et là par des mares et une fontaine. Le colombier se trouve dans la pâture, non loin des champs à blé matérialisés par la couleur jaune.

## Du château Louis XIII au château néo-Louis XIII

### Le rachat de Baronville par le fils de M. d'Aligre

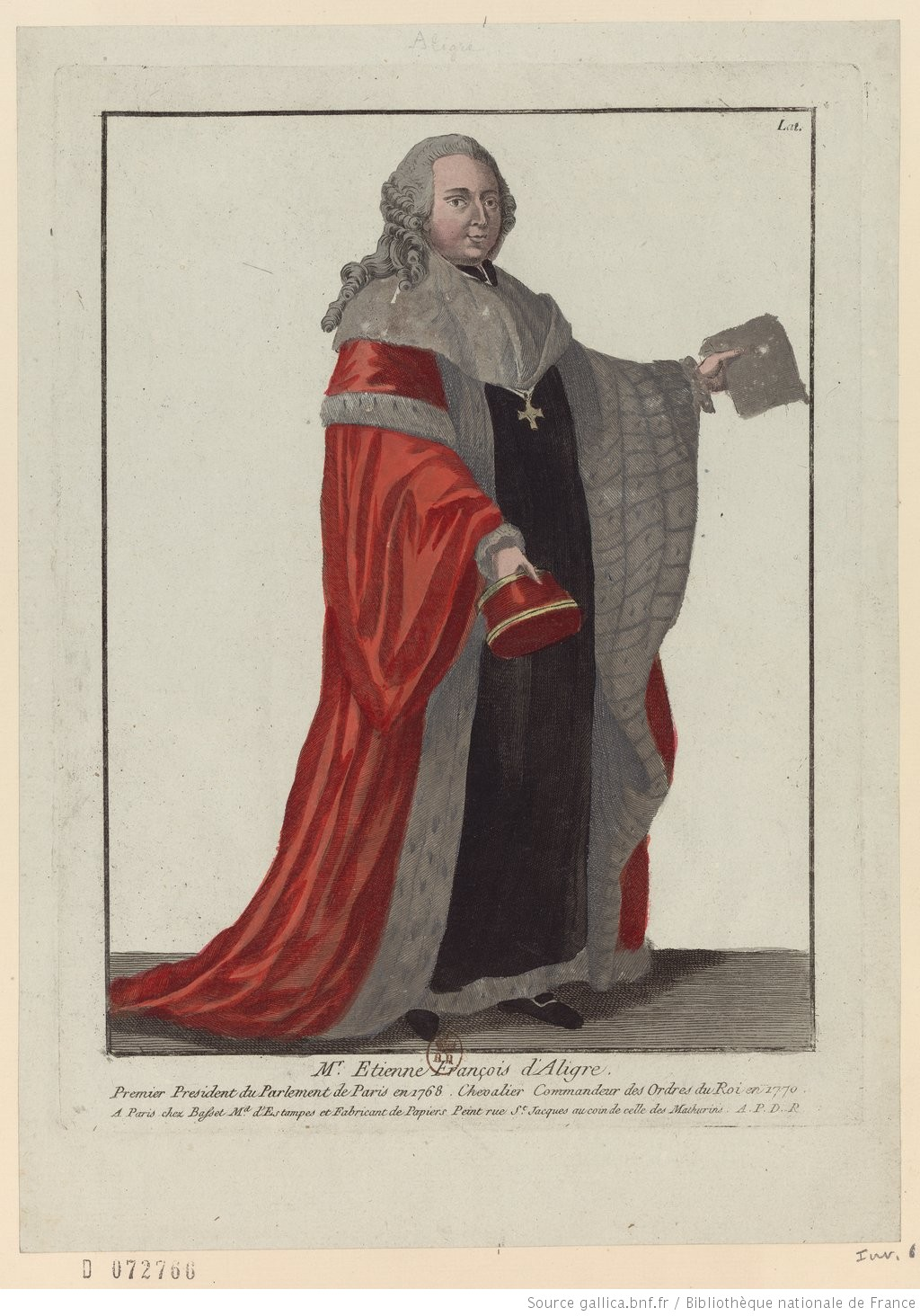
Étienne-François d'Aligre (1727-1798).

Dès 1791, l’ancienne seigneurie d’Étienne-François d’Aligre commence à être démantelée et vendue en bien national. Le sieur Barré acquiert la ferme des Barres moyennant la somme de 40 300 livres au profit de Louis Labiche, ancien fermier de M. d’Aligre, en réalité au profit du Premier Président au Parlement de Paris (le marquis d'Aligre) qui ne demeure plus en son hôtel, rue de Bondy (actuelle rue René-Boulanger), à Paris. En 1788, il s’est prononcé contre la convocation des États généraux, convaincu qu’il ne peut en résulter que des malheurs. N’ayant pas été entendu, il a démissionné de son poste mais le 14 juillet 1789, à Paris, les émeutiers sont venus le chercher. Il n’a dû sa survie qu’à un ancien domestique, avec lequel il a échangé ses vêtements. Il fait partie des premiers à quitter la France pour Bruxelles puis Londresoù sa fortune de 4 millions et demi est placée. Il finit par rejoindre le continent et meurt à Brunswick en 1798, à l’âge de 71 ans. Son fils, domicilié à Rouen, n’a pas émigré et a pu rentrer en possession de son château de la Rivière près de Pontgouin. Louis Labiche, un des fermiers de M. d'Aligre, est devenu maire de la commune. Il achète le 26 mars 1795 la ferme de Béville moyennant 69,500 livres, avec la mention qu’il l'acquiert au profit d’Étienne-Jean-François-Charles d’Aligre. Ce dernier, dès le mois d’août 1795, rachète les terres de son père et cette fois c'est sa signature qui figure sur l'acte. En thermidor et fructidor, le rythme s’accélère : le château est adjugé au prix de 180,200 livres, la ferme du château 710,100 livres, la ferme du Luet 150,000 livres, celle du Châtaigné 180,000 livres, la ferme située à Machery 520,100 livres et plusieurs parcelles de terres d'un montant de 51,525 livres, ce qui fait un total de 2 051 725 livres.

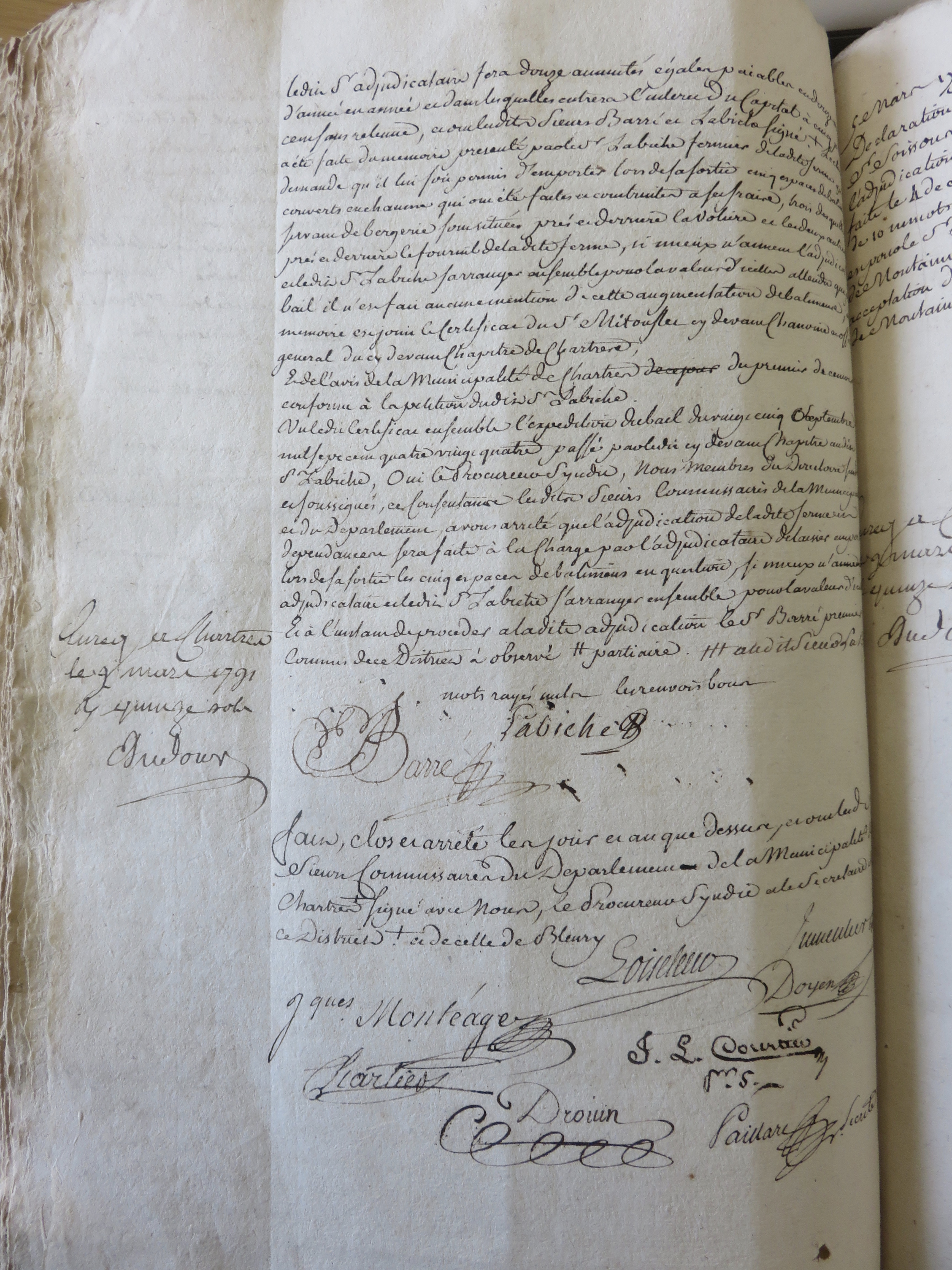
Adjudication de la ferme des Barres.
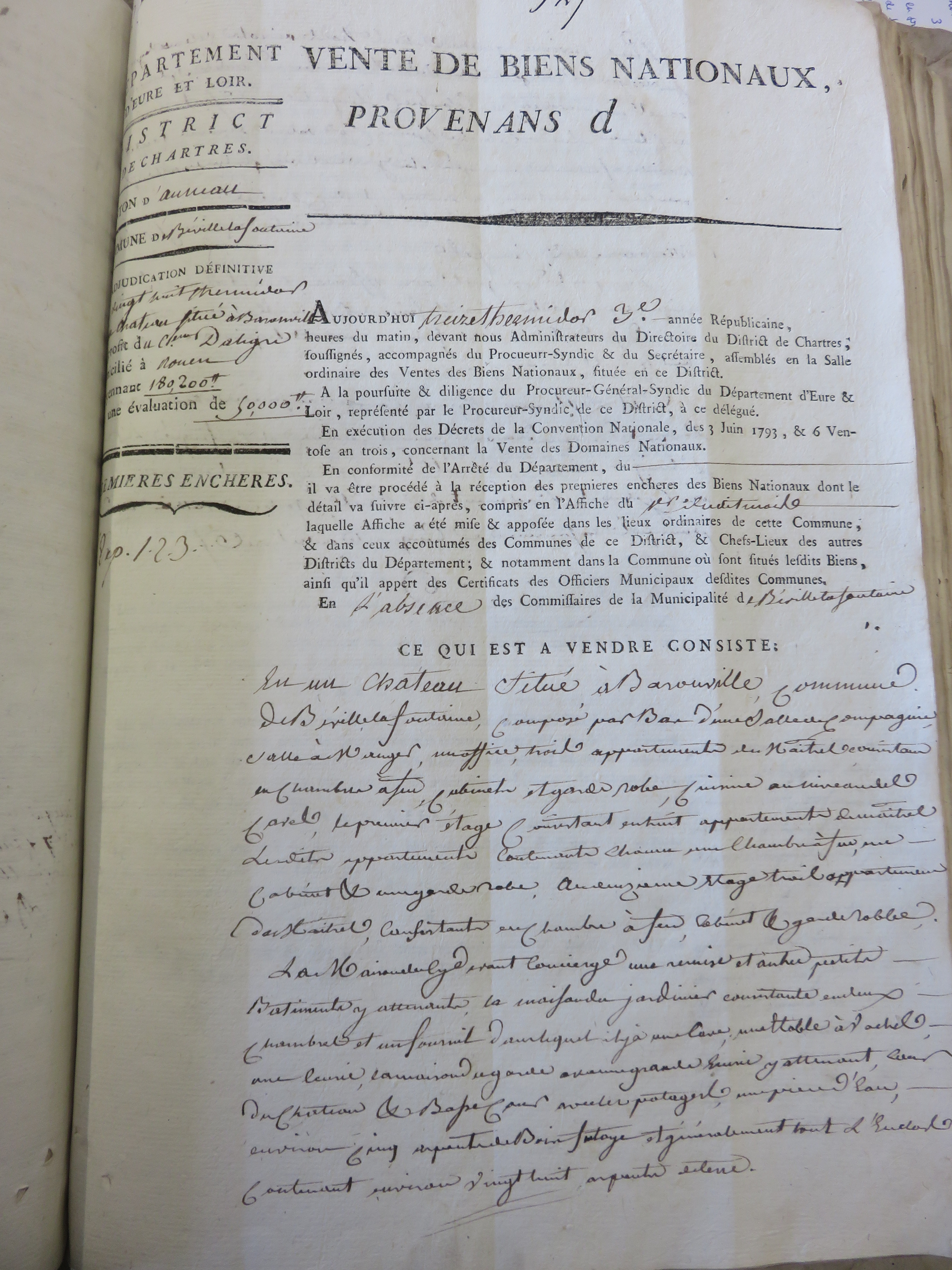
Rachat du château par Étienne-Jean-François d'Aligre.
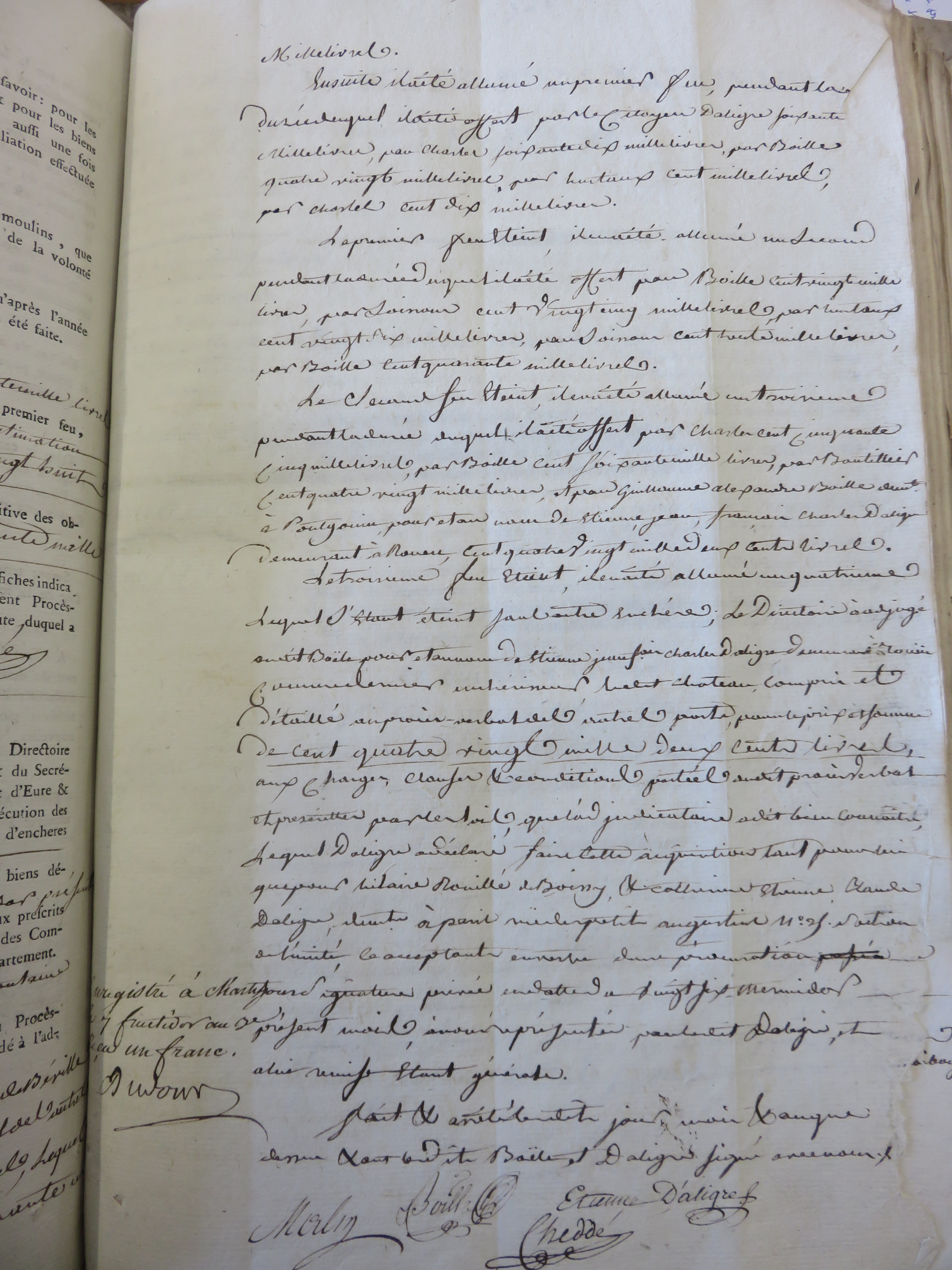
Signatures en bas de l'acte d'achat du château.

### La succession d'Étienne-Jean-François-Charles d'Aligre

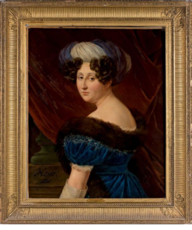
Étiennette-Marie-Catherine-Charlotte d'Aligre (24/12/1791- 21/08/1866).

Le 29 décembre 1791, le marquis d'Aligre perd sa femme Marie-Adelaïde-Charlotte Godefroy de Senneville, âgée de dix-neuf ans, quelques jours après qu’elle ait donné naissance à leur fille .
Il se remarie en 1810 avec sa cousine germaine, Louise-Charlotte-Aglaë Camus de Pontcarré. Le couple demeure sans enfant et se consacre aux œuvres de charité en fondant plusieurs asiles au profit des malades de tous âges, dont les plus importants sont l'Asile d’Aligre, de Lèves, l'Hôpital d'Aligre, de Bourbon-Lancy, celui de Marans, et d'autres encore. Chambellan de la princesse Pauline Bonaparte sous l'Empire, Napoléon lui demande la main de sa fille pour le général Arrighi de Casanova, duc de Padoue, le marquis d'Aligre refuse, elle épousera le marquis de Pomereu. Etienne d'Aligre devient sous la Restauration Pair de France, et président du collège électoral d'Eure-et-Loir. Pour ne pas laisser le nom de sa famille s'éteindre, M. d’Aligre adopte son petit-fils, Étienne-Marie-Charles de Pomereu par ordonnance royale du 14 décembre 1825. Ainsi a-t-il le droit d’ajouter à son nom celui d’Aligre et de prendre le titre de Pair de France et de troisième marquis d’Aligre, au décès de son grand-père survenu le 11 mai 1847, rue d’Anjou à Paris.
Ce dernier laisse en héritage une fortune de 60 millions de francs orqui fait l'objet d'un long partage de succession et d'un jugement à la cour de cassation. Le château de Baronville revient à Étiennette d'Aligre qui meurt en 1866 puis à son fils cadet, Armand de Pomereu d'Aligre, également héritier du château de Daubeuf, à Daubeuf-Serville, en Seine-Maritime alors que son frère, le marquis d’Aligre, réside au château des Vaux qu’il a fait reconstruire, à Saint-Maurice-Saint-Germain, en Eure-et-Loir, département d'origine des d'Aligre.

### Le château néo-Louis XIII

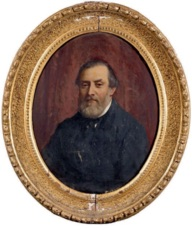
Armand de Pomereu d'Aligre (1817-1906).

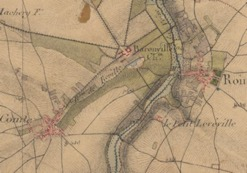
Baronville sur la carte d'état-major (1820-1866).

C'est le marquis Armand de Pomereu d'Aligre qui décide en 1868 de faire raser l'ancien château de 1623 et d'édifier le château actuel pour recevoir l'élite du Second Empire. L’ancien château, tel que le montre la photo de famille de 1866, est un édifice sobre et dans un état relativement bon même si la pierre blanche de Berchères qui a servi à la construction de la cathédrale de Chartres a tendance à s’effriter, à « s’égrener » comme le rapporte l’architecte chargé de l’édification du nouveau château, Léon de Sanges (qui est alors chargé de la reconstruction du château de Bagatelle à Paris, pour le marquis d'Hertford). Le marquis et la marquise de Pomereu d'Aligre veulent un château plus moderne et plus confortable, au goût de l'époque en attendant de faire reconstruire à Paris en 1874 l'hôtel de Pomereu. Ils adhèrent au parti brique et pierre proposé par l'architecte qui leur montre une monographie photographiée de la villa romaine de Deauville, propriété du Prince Demidoff, dont il a fait les plans.
Le château est rebâti au même emplacement et avec la même orientation, on y retrouve les quinze fenêtres du château d’antan ; le périmètre au sol est élargi même si les douves sèches sont conservées. Ce parti polychrome, transposé à Baronville, va être l’alliance de la brique d’Auneau et de la pierre blanche de Poitiers transportée par convoi exceptionnel en train jusqu’à la gare d'Auneau ouverte en 1865. Si la pierre est importée, le sol fournit un sable identique au plus beau sable de rivière qui constitue un mortier de qualité, une fois mélangé avec le ciment Barbier. Un champ voisin livre l’argile pour la confection des briques réalisées dans une briqueterie d’Auneau. Le corps principal privilégie les parements de brique tandis que les façades latérales et le pavillon axial, surmonté d'un belvédère donnent la primauté à la pierre de Poitiers. Les toits sont pentus, agrémentés de lucarnes et de hautes cheminées. Du fer est utilisé pour la charpente des planchers mais celle des combles est exécutée en bois « afin de ne pas trop charger les murs ». Le gris de l’ardoise et le rouge des briques se détachant à merveille sur le vert des arbres, et le paysage est recomposé.
Au jardin à la française se substitue un parc paysager où un escalier à double révolution relie la terrasse au miroir d’eau. La ferme a été démolie en raison de sa proximité et des nuisances qu'elle occasionnait. L’aménagement intérieur se signale par son atrium gréco-romain, sorte de vestibule d’apparat, ses deux escaliers aux extrémités de la grande galerie néo-classique qui libère l’espace de la contrainte des pièces en enfilade. Des boiseries de l’ancien château ont été récupérées et rajustées à la chambre à coucher de la marquise et à celle du marquis.
La construction dure environ trois ans. L’arrivée des ouvriers perturbe la vie de cette petite commune si on en juge la rixe sanglante qui les oppose dès 1868 aux jeunes gens de Béville-le-Comte et de Roinville. Puis, c’est la guerre franco-prussienne et l’arrivée à Auneau, le 8 octobre 1870, de quatre-vingts Prussiens. S'ensuivent de lourdes réparations. Le château, à peine terminé, est investi par un bataillon de bavarois.

## Le château auxXXeetXXIesiècles

### Le château pendant les deux guerres mondiales

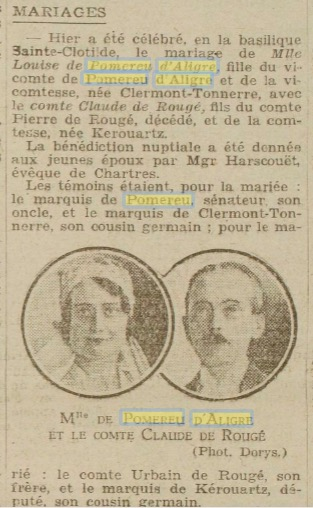
Annonce dans le journal Excelsior du mariage entre Mlle de Pomereu d'Aligre et M. Claude de Rougé.

Durant le XXe siècle, le domaine de Baronville accueille des soldats en convalescence entre 1914 et 1918 grâce à la générosité de Catherine de Clermont-Tonnerre, vicomtesse de Pomereu d'Aligre, épouse du propriétaire du château alors volontaire au front. En 1931, une de ses filles, Louise, se marie avec le comte Claude de Rougé, faisant rentrer le château dans la famille de Rougé.
Pendant l’occupation allemande, entre 1940 et 1944, le château est occupé trois fois par les militaires allemands. Bertrand de Rougé, alors âgé d'une dizaine d’années, témoigne: 

« En 1940 le futur maréchal Friedrich Paulus pille le château et emporte bijoux, fourrures, fusils de chasse, argenterie, perdus à jamais. En juillet 1944 la Luftwaffe réquisitionne le château pour y créer un terrain d’aviation de campagne destiné à contrer le débarquement des alliés en Normandie. Camouflés dans les bois, les Messerschmidt décollent au milieu des blés. Les ateliers de réparation sont abrités dans la grande avenue et le parc cache les camions d’essence et les munitions. Le château est occupé par l’état-major et les pilotes. Quant aux propriétaires, ils logent dans les caves. Les Allemands évacuent Baronville quand le front de Normandie craque… »

— Bertrand de Rougé
Cette dernière occupation n'a duré qu'un mois mais elle a marqué les Rougé et quand enfin, ce sont les troupes américaines qui stationnent au château, l'ambiance est ô combien différente. Avec un médecin militaire du nom de Franck Inserra se noue un contact fort qui se traduira par une photo des enfants du château, tout sourire et avec casque américain sur la tête de l'aîné, un échange épistolaire en 1946 et en 1989, suivi quelques années plus tard par un échange sur Facebook et Skype, entre Aymeric de Rougé et le fils du médecin , comme le rapportera le journal américain "The New Yorker". Si, à la fin de la guerre, de nombreuses villes françaises sont en ruines et attendent d' être reconstruites, Bertrand de Rougé, à l'âge adulte, entend relever le défi de remettre en état le domaine , que les réquisitions successives ont dégradé. La rénovation prend une décennie.

### Ouverture du château et conversion des terres en agriculture biologique

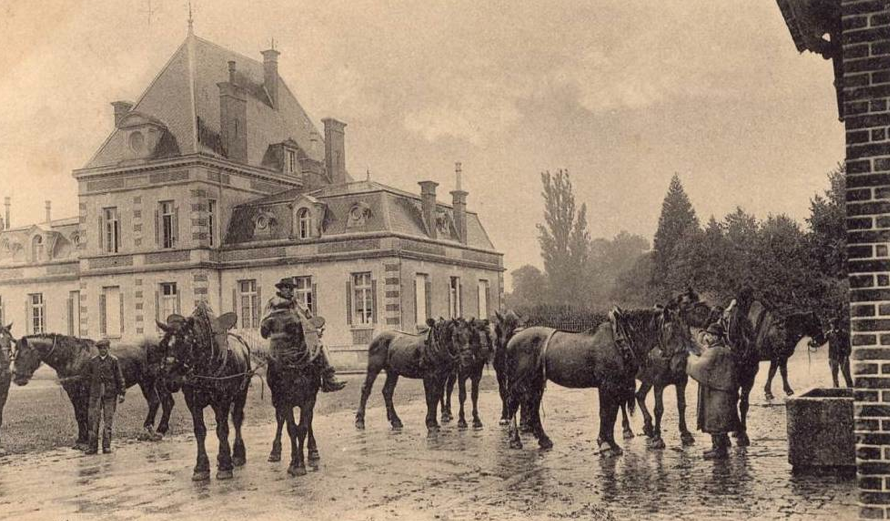
Carrousel de Baronville

En 1980, à l'initiative de Marie de Rougé, le château est ouvert à la location pour des mariages, lancements de produit, tournages, ainsi que pour les visites de groupes sur rendez-vous.
Depuis 2010, le comte Aymeric de Rougé d'Aligre rénove le carrousel de Baronville, qu'il ouvre aux réceptions en 2012. Il gère aujourd'hui l'ensemble du domaine ,, et y organise régulièrement des événements à vocation caritative,,,,.
Il décide en 2020 de convertir l'ensemble des terres agricoles en agriculture biologique, tandis que les bois bénéficient du label de gestion durable PEFC. Cette décision fera de Baronville une des plus importantes exploitations agricoles biologiques du département d'Eure-et-Loir.

### Les personnalités reçues
Parmi les nombreuses personnalités ayant été à Baronville, figurent le chanteur Elton John, le dernier empereur du Viet-Nam Bao Dai, les top-models Hilary Rhoda, Barbara Palvin, Hailey Baldwin, les footballeurs Ronaldo, Paul Pogba, Geoffrey Kondogbia, le roi d'Arabie saoudite Abdallah ben Abdelaziz Al Saoud, Karl Lagerfeld, Michel Galabru, Jean Rochefort, et bien d'autres.
Le château et le carrousel ont accueilli en 2008 le tournage de plusieurs scènes du long métrage Coco avant Chanel d'Anne Fontaine, avec Audrey Tautou, Alessandro Nivola, Marie Gillain, Emmanuelle Devos, et Benoît Poelvoorde.

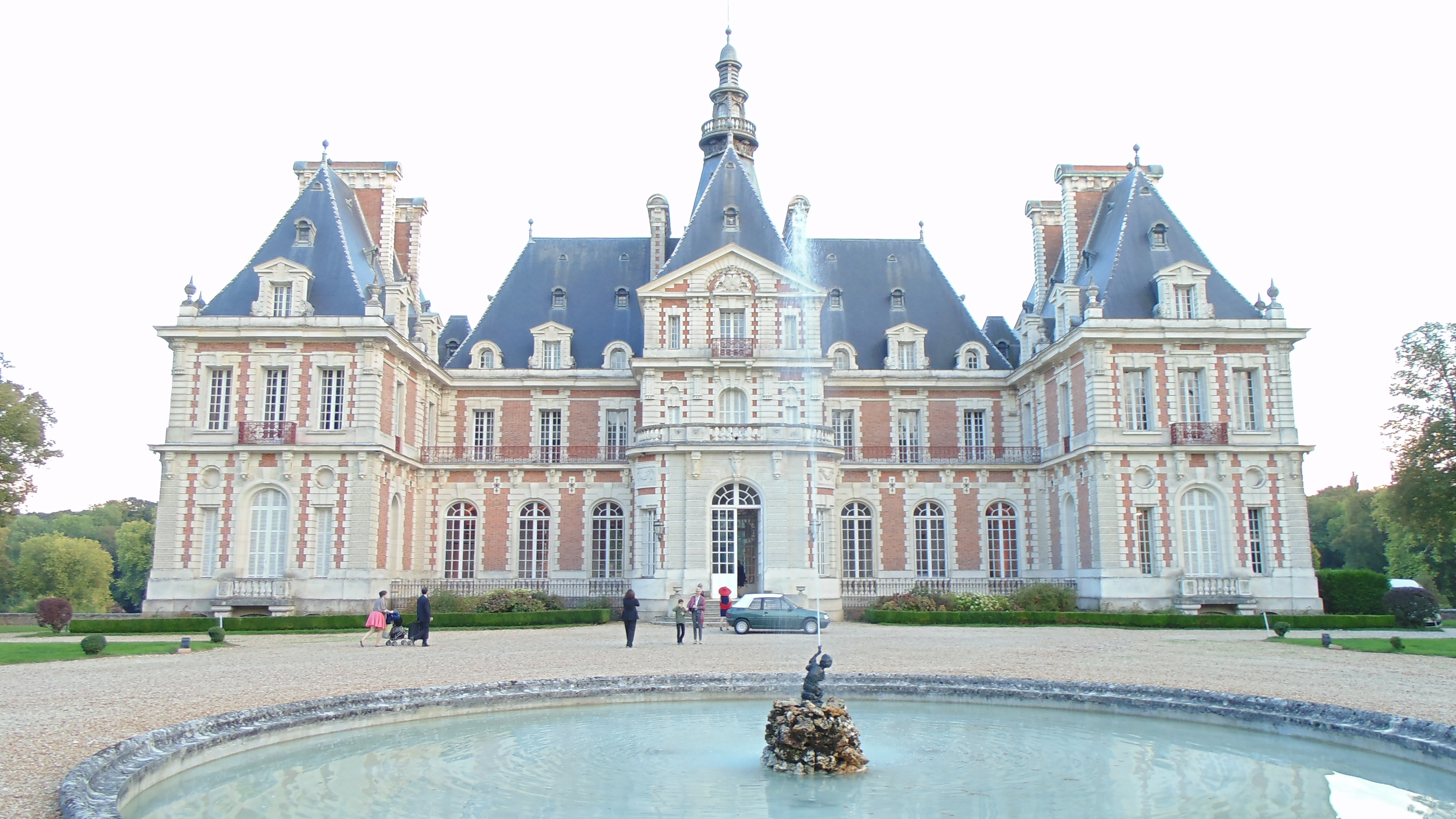
Le château actuel en briques et en pierre blanche de Poitiers.
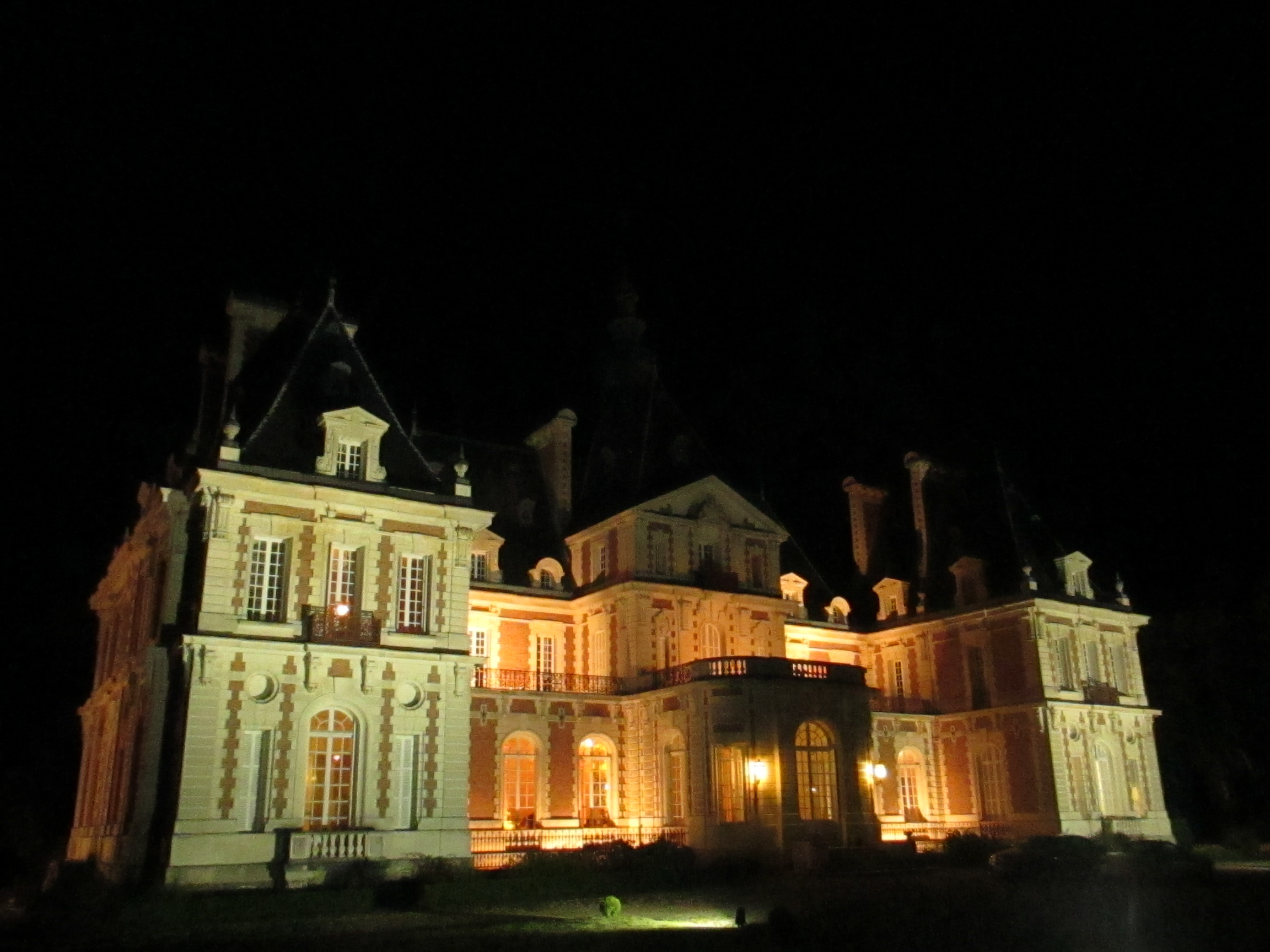
Le château illuminé en nocturne.